# گوستاو مورو
گوستاو مورو (به فرانسوی: Gustave Moreau) (۶ آوریل ۱۸۲۶ — ۱۸ آوریل ۱۸۹۸) نقاش فرانسوی جنبش نمادگرایی بود. بیشتر آثار او تصویرگر کتاب مقدس و شخصیت‌های اسطوره‌ای هستند.

## نگارخانه

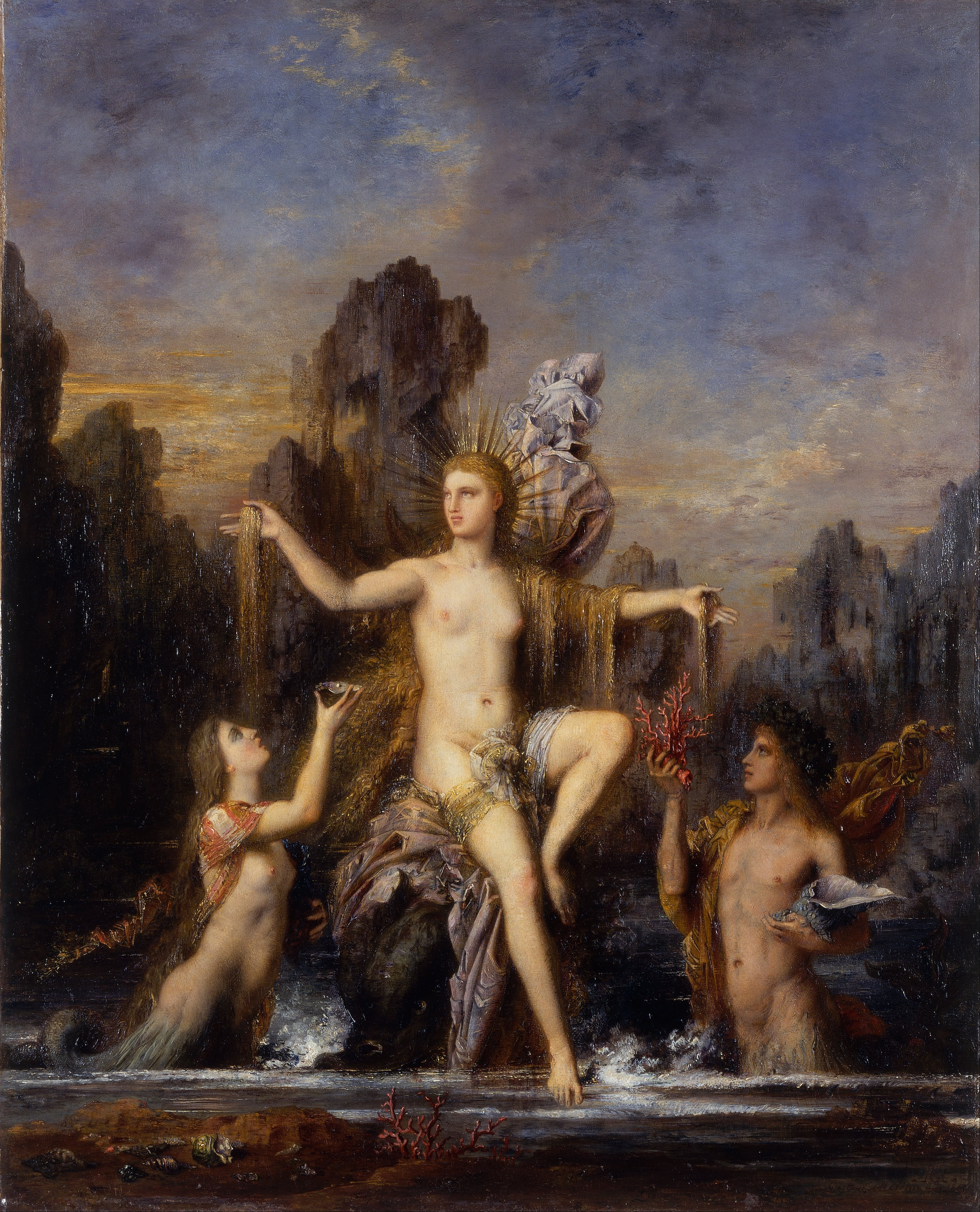
سر برکشیدن ونوس از قعر دریا ۱۸۶۶ م. موزه اسرائیل
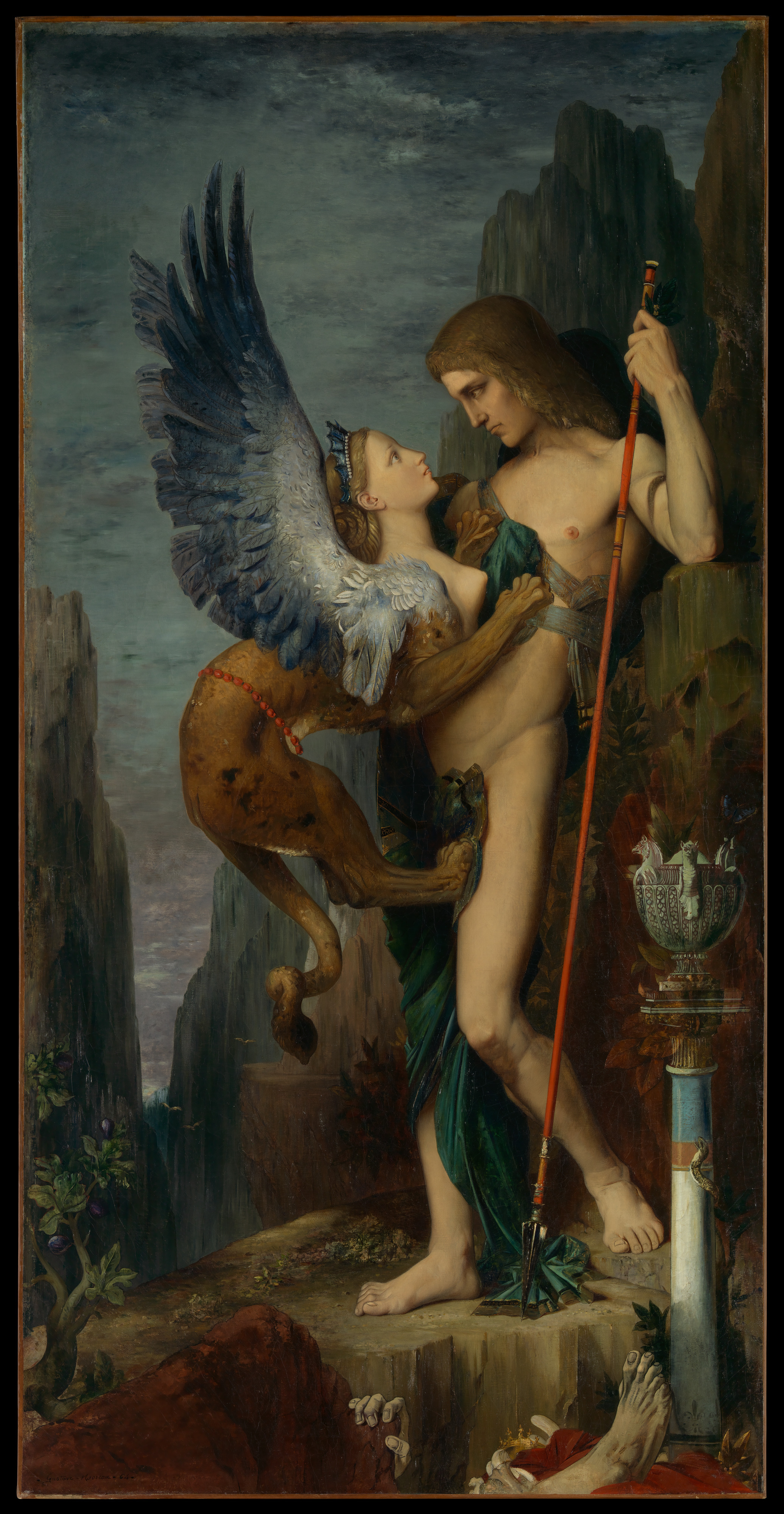
ادیپ و ابوالهول
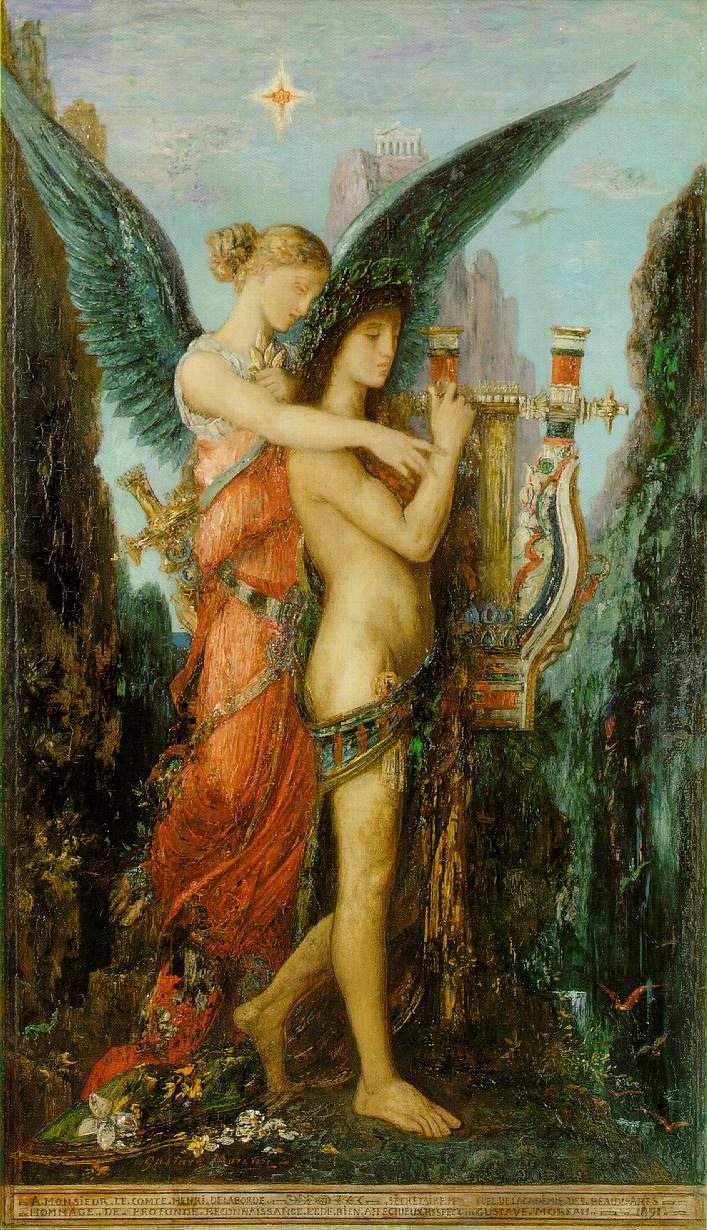
هزیود و موز
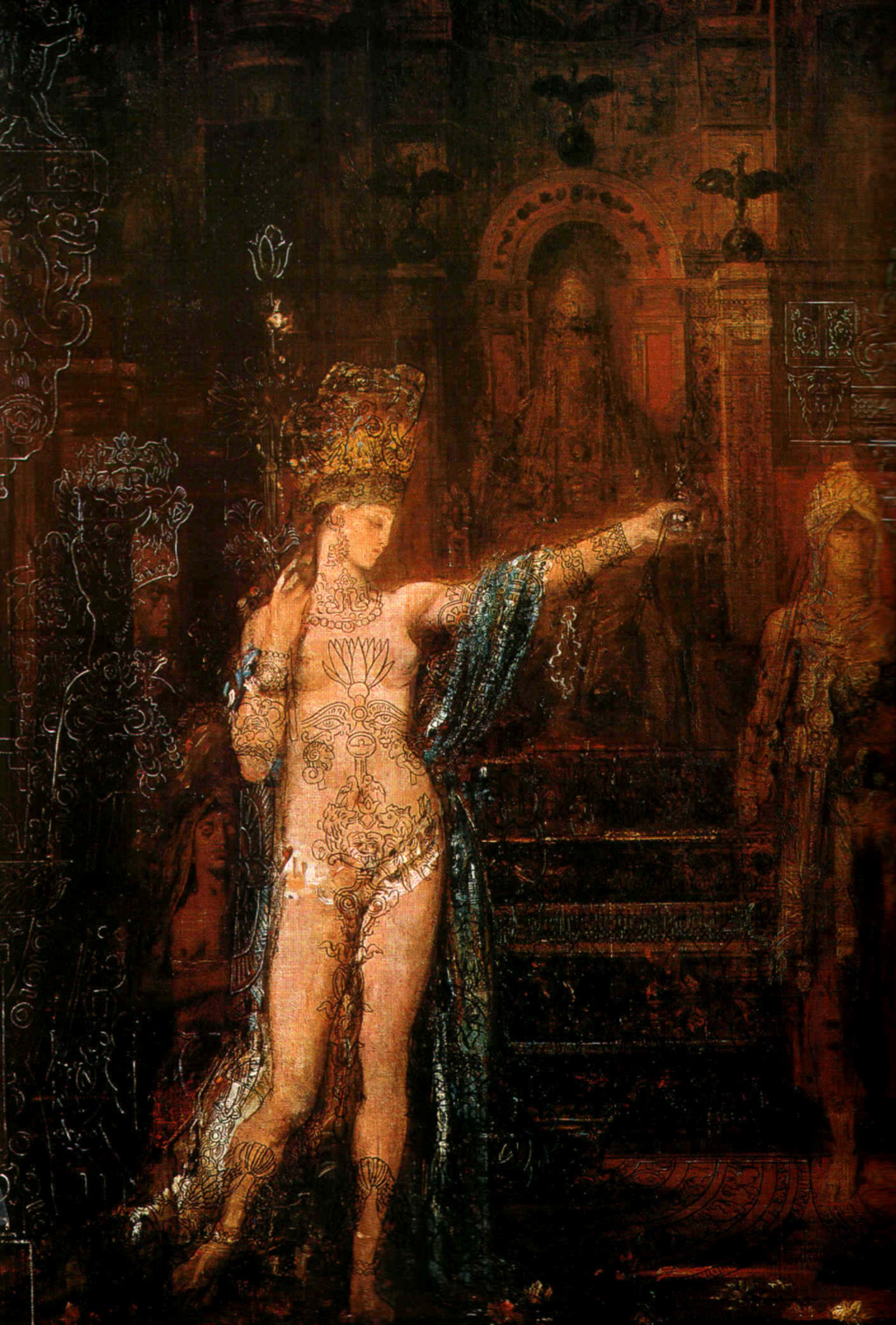
سالومه (۱۸۷۶)
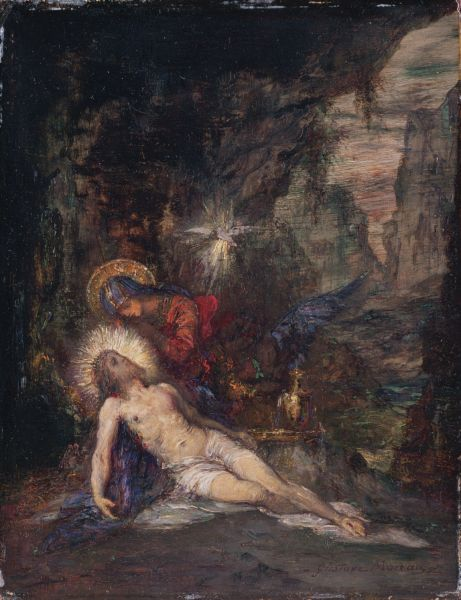
باکره سوگوار (۱۸۵۲)
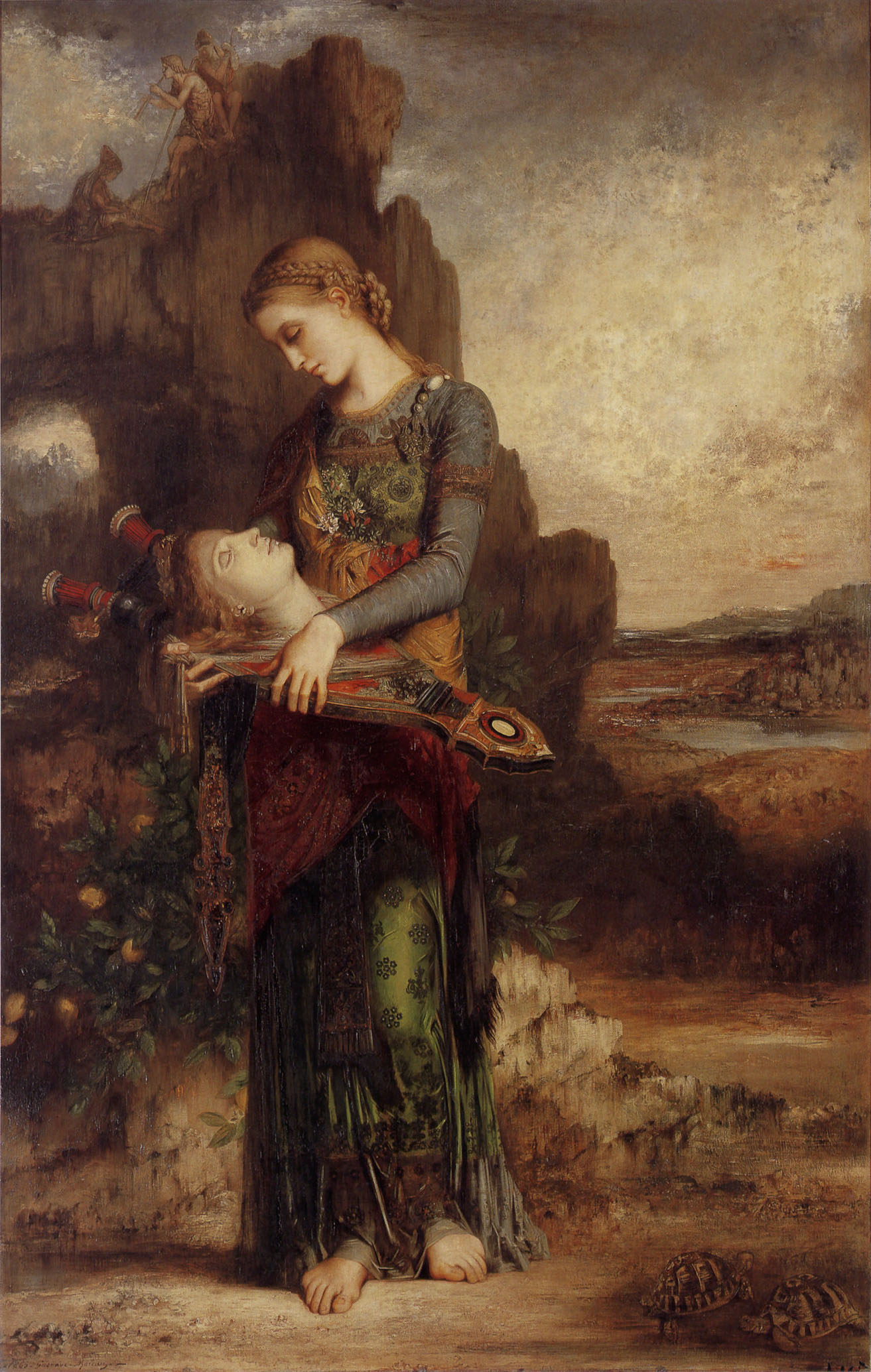
سرِ اورفئوس (۱۸۶۵)
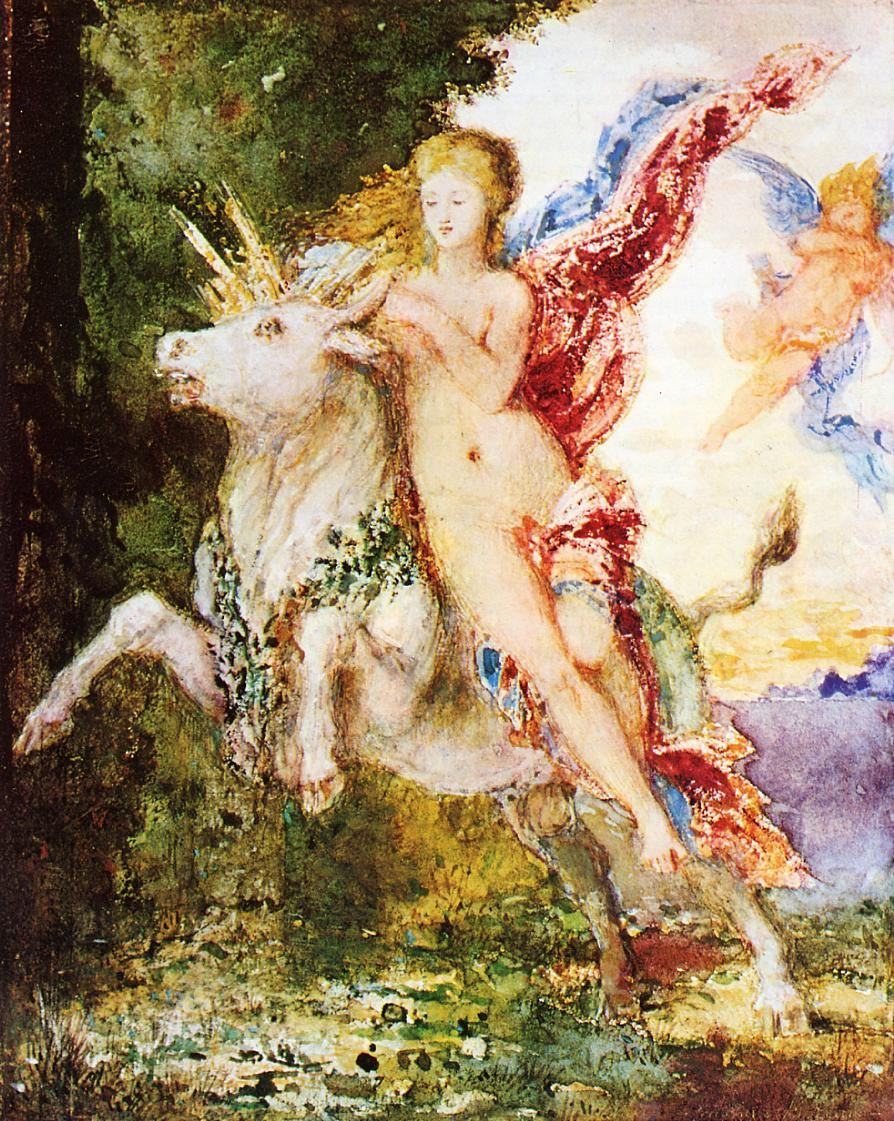
ائوروپه و گاو نر
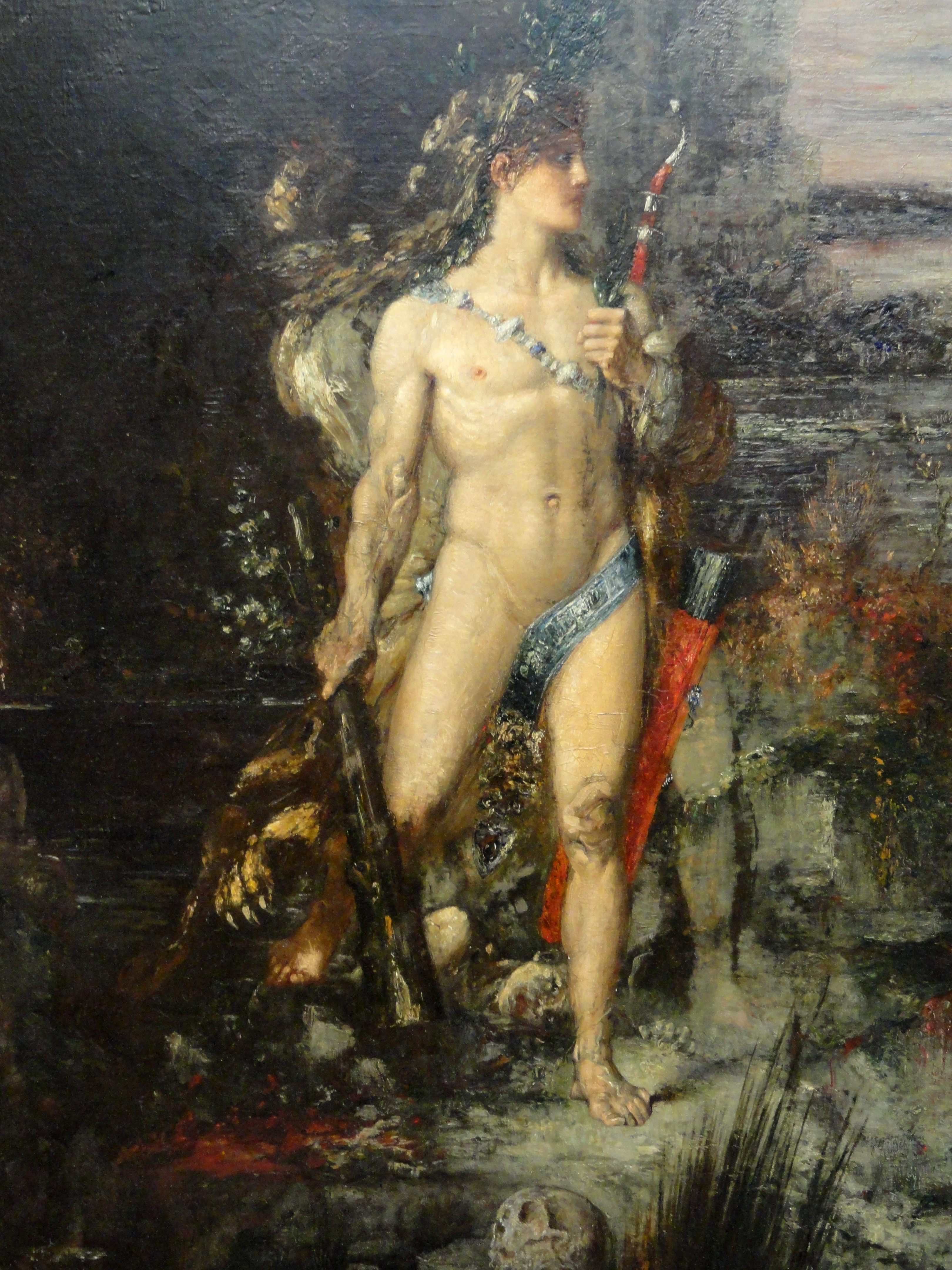
هرکول
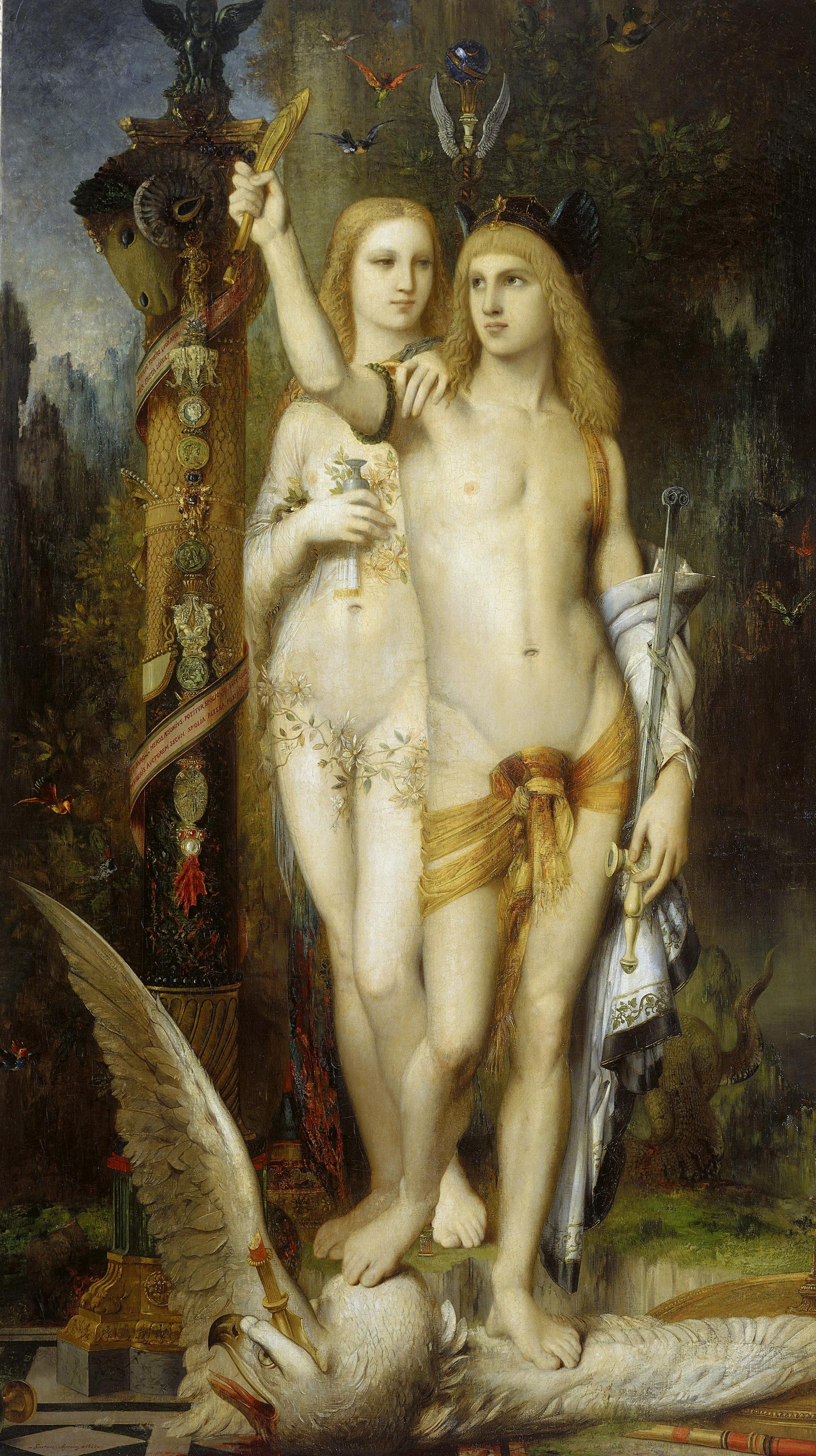
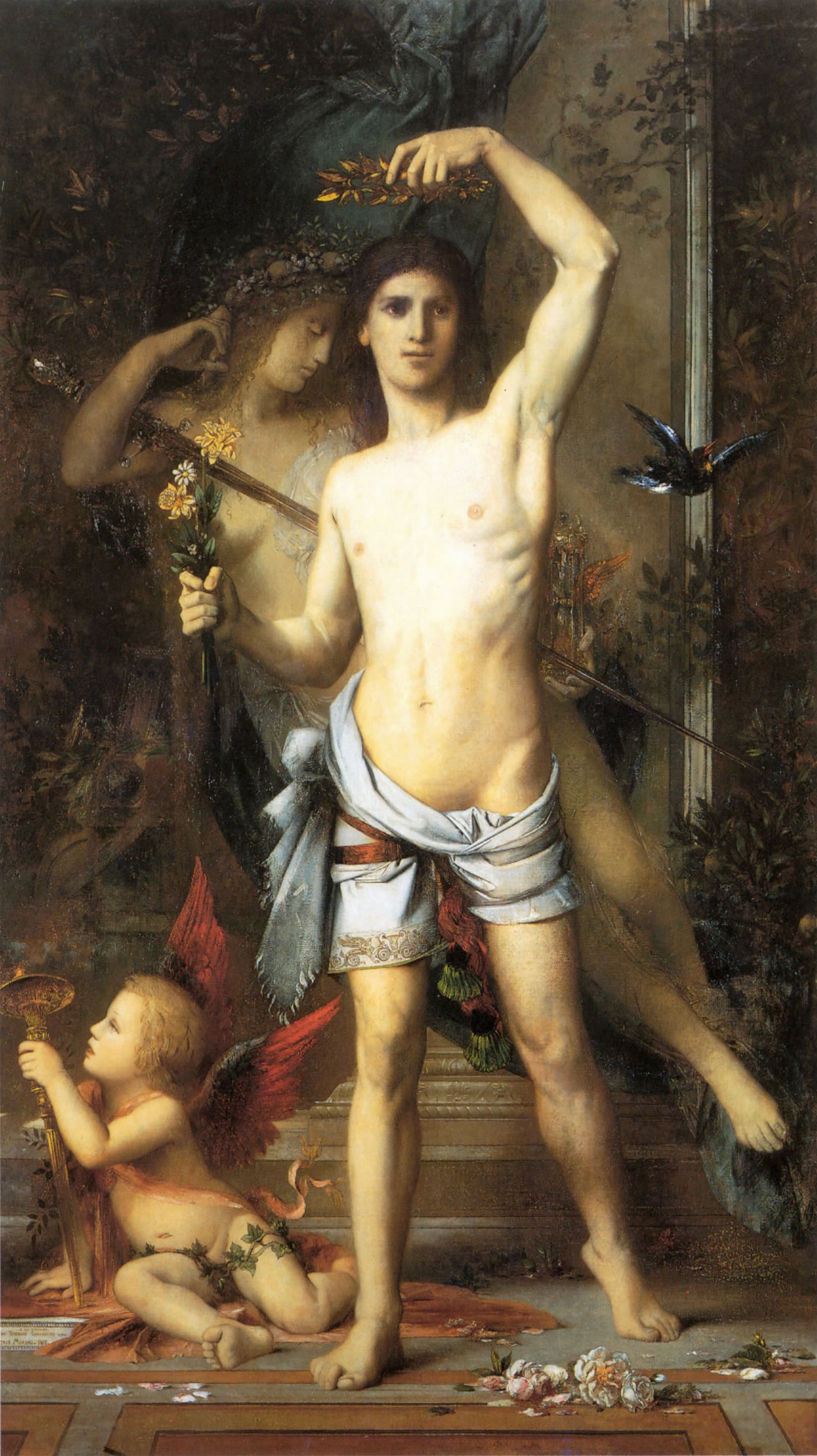
مرد جوان و فرشته مرگ